# Terroir viticole

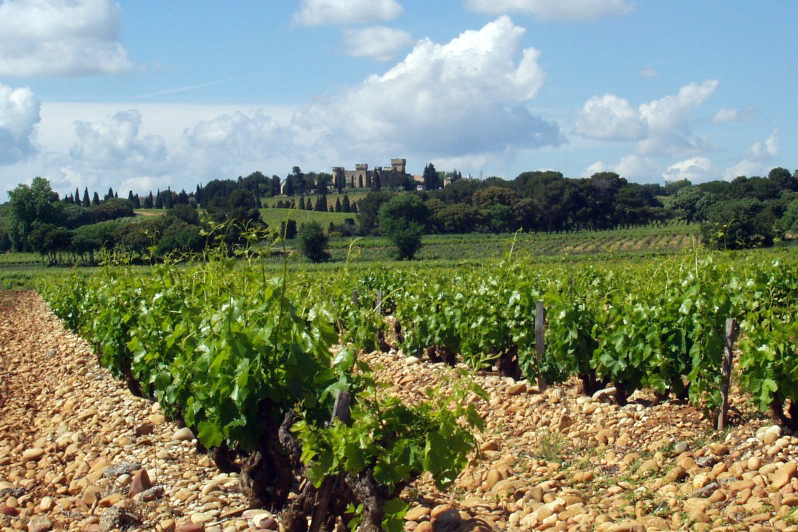
Le terroir de galets roulés de Châteauneuf-du-Pape.

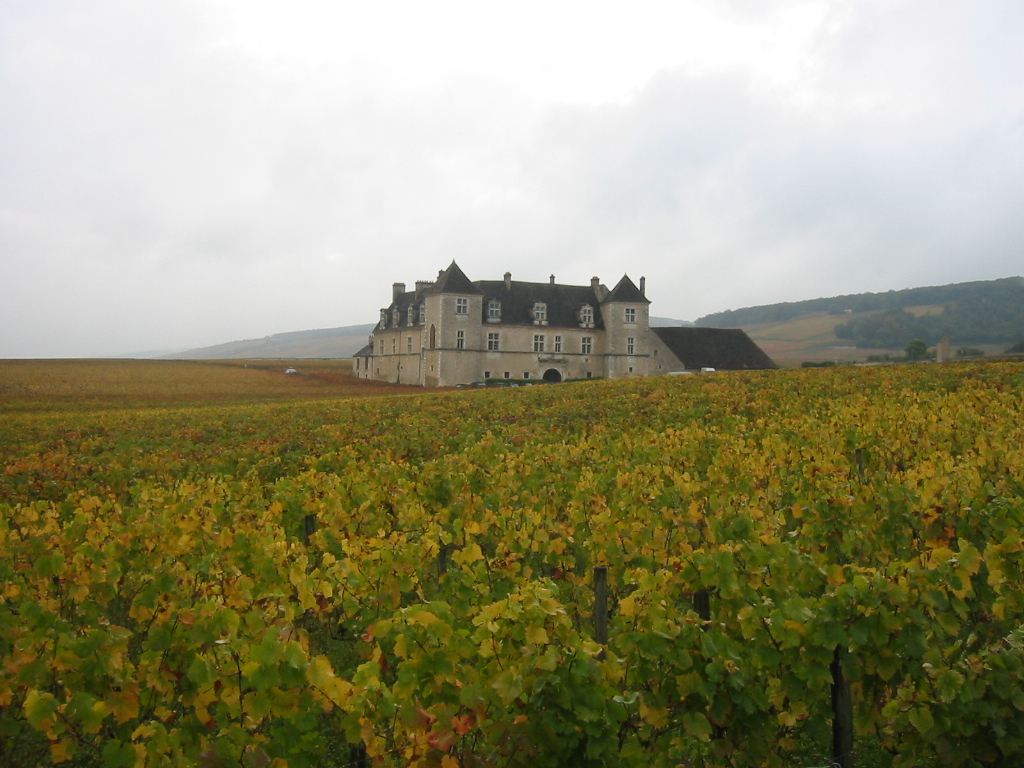
Le Clos de Vougeot, son château et ses trois climats.

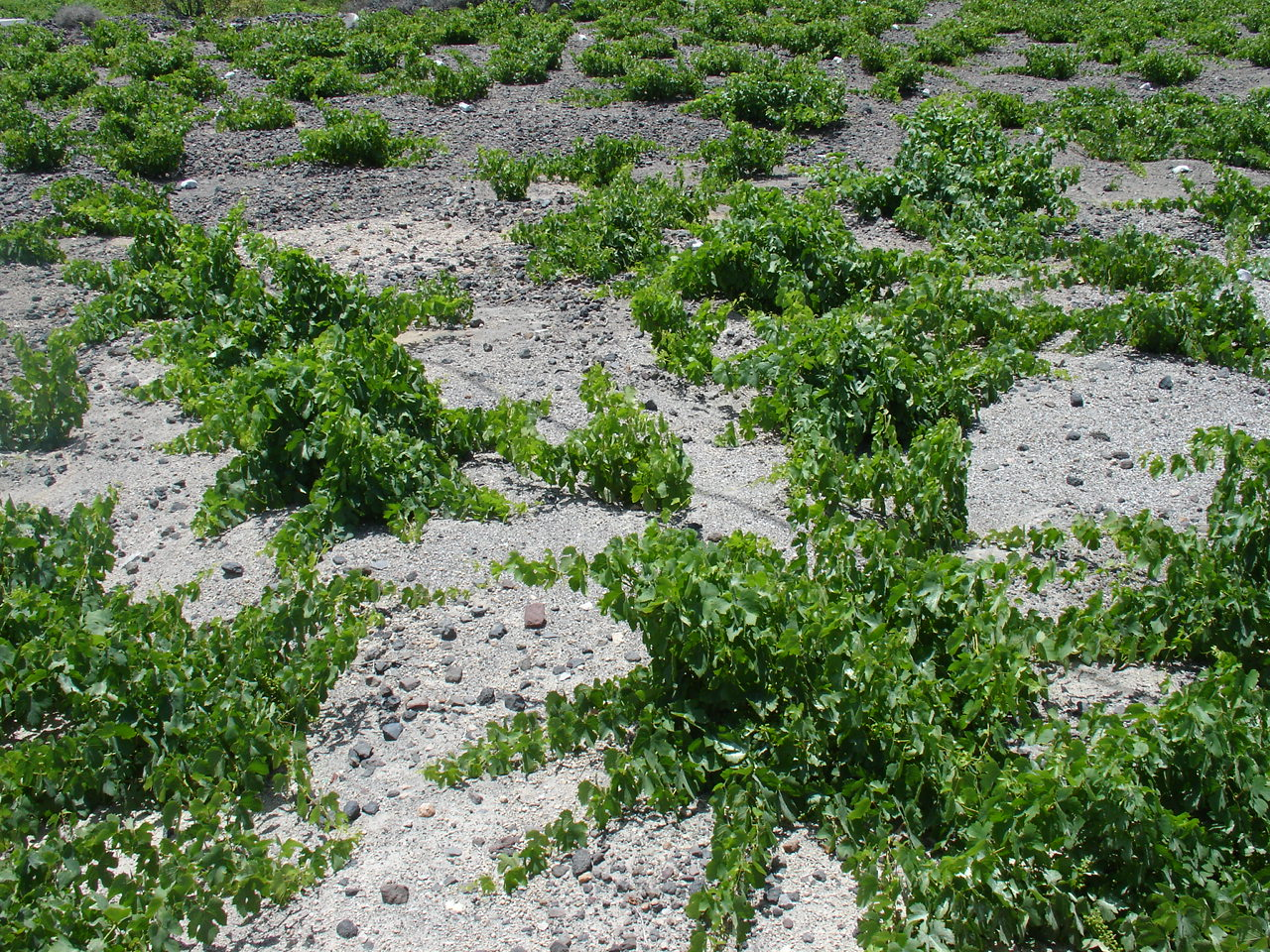
Vignes de Santorin sur terre volcanique.

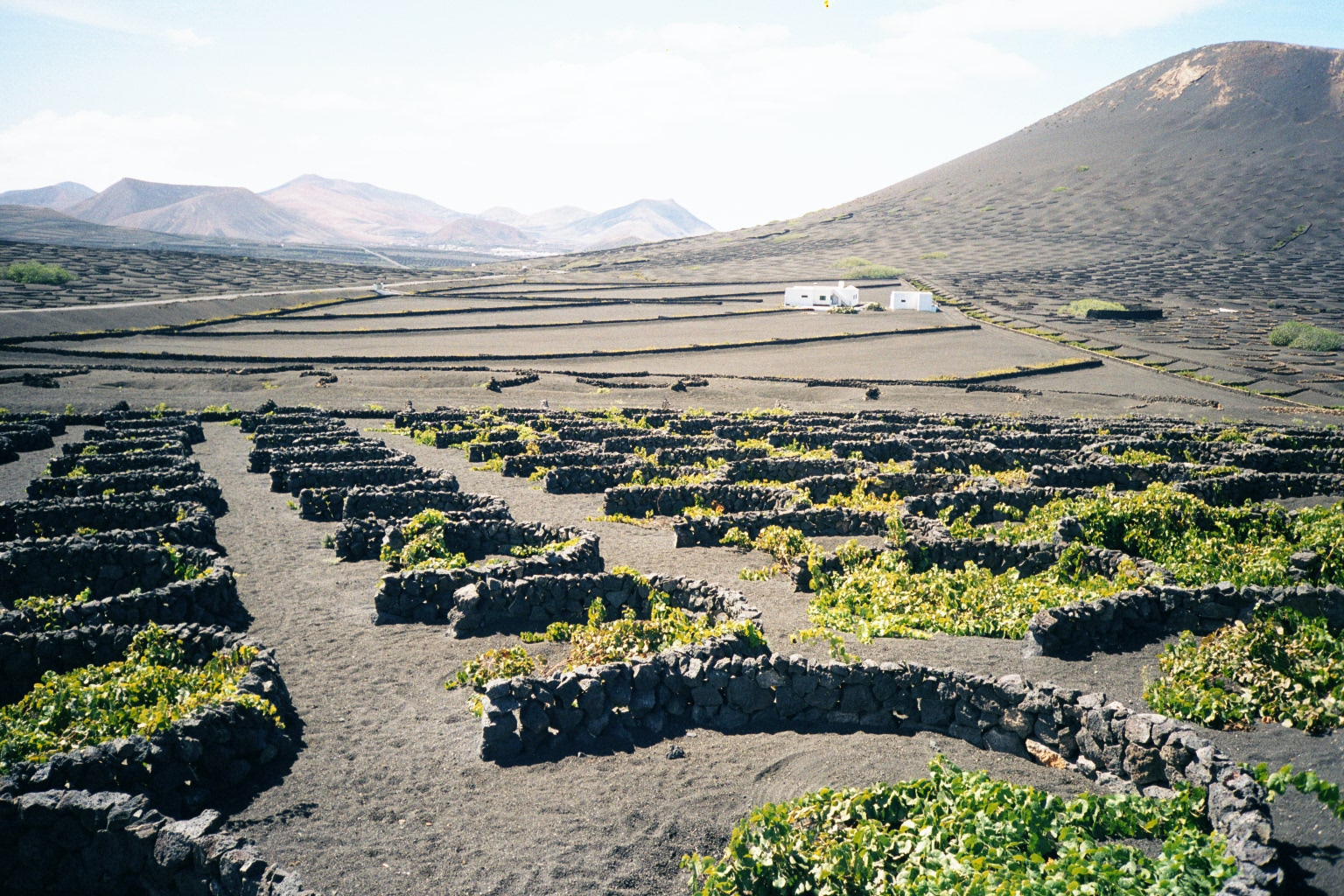
Vignoble de Lanzarote (Îles Canaries).

Un terroir viticole est un groupe de parcelles agricoles. Elles doivent se situer dans la même région, correspondre à même type de sol tant au point de vue géologique qu'orographique, avoir des conditions climatiques identiques, et ses vignes être conduites avec les mêmes techniques viticoles. Ces conditions, qui définissent un terroir, contribuent à donner un caractère unique, une « typicité » aux raisins récoltés, puis au vin qui en sera issu.
La spécificité d'un terroir est tributaire de caractéristiques locales telles que la géomorphologie (pente et exposition), la proximité d’une rivière ou d’un plan d’eau qui vont agir pour créer des micro-climats. La qualité du vin, liée au choix des cépages, en dépend. Toute variation du climat a des répercussions sur les caractéristiques du vin et est le fondement même des grands ou des petits millésimes.

## Histoire
La délimitation des terroirs est le fruit de siècles d'observations des vignes. Elle était déjà évoquée dans l'Antiquité : des amphores découvertes dans des tombes des pharaons portent le sceau de la région, du millésime et du vinificateur.
Au Moyen Âge, le vignoble de la côte d'Or dans le duché de Bourgogne a été cultivé au profit de quelques abbayes bénédictines et cisterciennes. Une légende fait des moines les auteurs d'une étude empirique des différents crus, le folklore vineux des années 1920-1930 les présentant comme goûtant la terre.
Depuis la toute fin du XXe siècle, la notion de « vin de terroir » est mise en opposition aux « vins de cépages », les tenant de chacun des camps décriant l'adversaire.

## Éléments de définition
Alors que les experts du vin sont en désaccord quant à l'« exacte » définition du terroir, ils s'accordent cependant sur l'influence des éléments naturels, qui sont généralement considérés comme indépendants de la volonté de l'homme (exemple : climat et microclimat, type de sol, topographie). On peut citer le canton de Genève en Suisse (1 400 hectares) qui fait preuve d'innovation en mettant à disposition des cartes interactives en ligne comprenant notamment des données sur le climat, l'encépagement, la topographie, la pédologie des sols, les systèmes de conduites, etc., afin de mieux comprendre les interactions complexes de ces composantes du terroir.
L'action du climat sur le terroir peut généralement être définie selon trois échelles spatiales.
1. Le macroclimat ; il concerne une grande superficie homogène (par exemple, la côte de Nuits),
2. le mésoclimat ; il se concentre sur une plus petite partie (tel que la commune de Gevrey-Chambertin)
3. le microclimat ; il est encore plus local, concernant un versant, une vallée plus humide (comme celle du Ciron qui avec la Garonne favorise l'apparition de la pourriture noble (Botrytis cinerea) qui fait la qualité du Sauternes (AOC) et du Barsac (AOC) et ses brouillards et brumes d'automne qui contribuent à la spécificité du Sauternais [4]) ou même le niveau d'une parcelle (comme pour le grand cru du Chambertin »).

Le type de sol se rapporte à la fois à la composition, comme la proportion d'argiles, de sables ou de limons, à la nature pédologique du sol et donc à sa fertilité, mais aussi au drainage et à la capacité d'accumuler et de conserver la chaleur.
Enfin, la géomorphologie définit les caractéristiques naturelles du paysage, comme les reliefs, les vallées et les cours d'eau. La géomorphologie d'un lieu influe sur le terroir via le climat qu'elle favorise ou non, l'altitude, l'orientation et la pente.

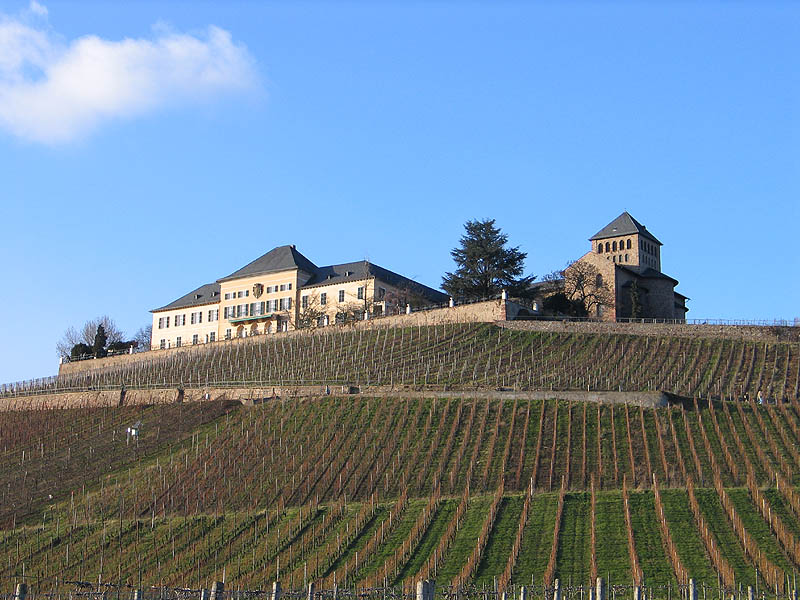
Johannisberg, Rheingau, Allemagne.
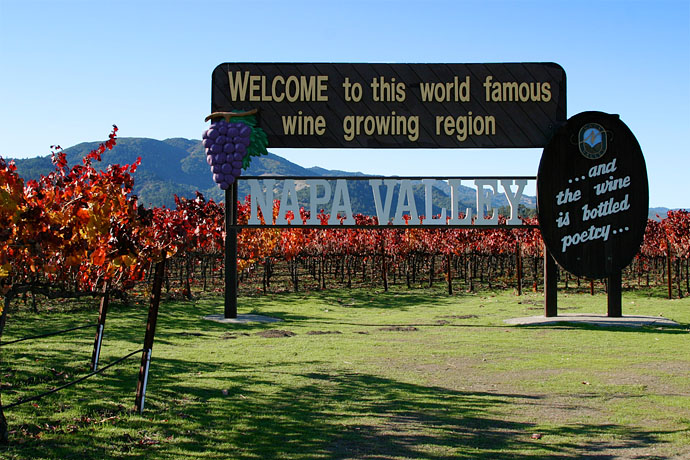
Napa Valley, Californie, États-Unis.
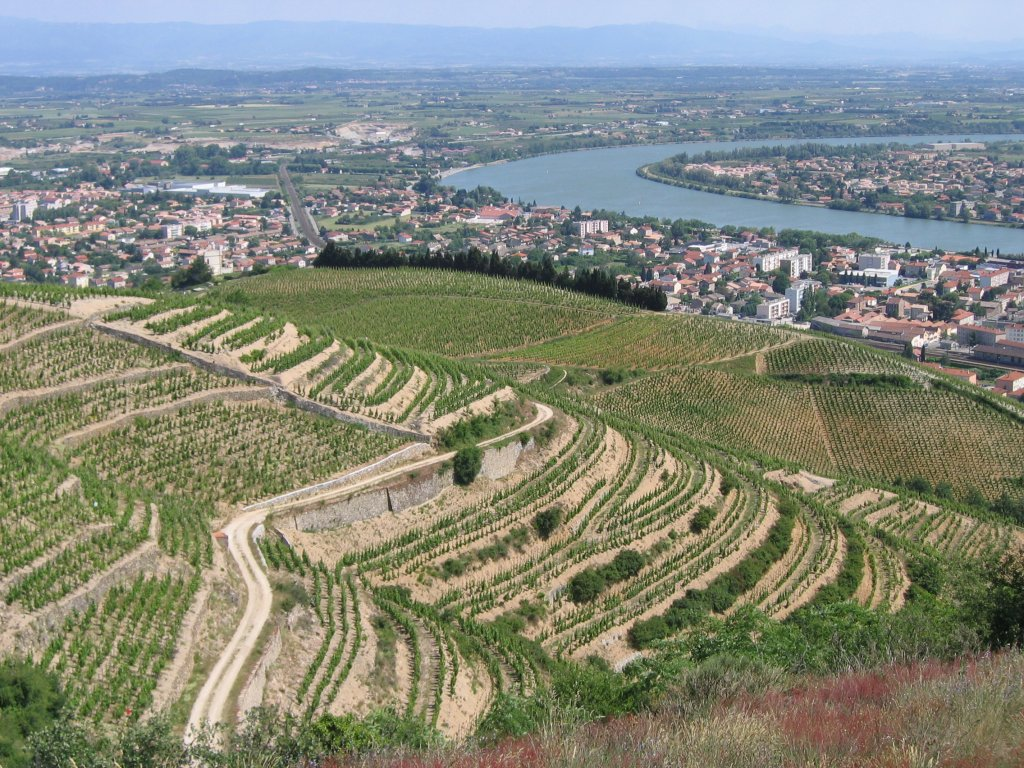
Tain-l'Hermitage et ses vignobles, Drôme, France.
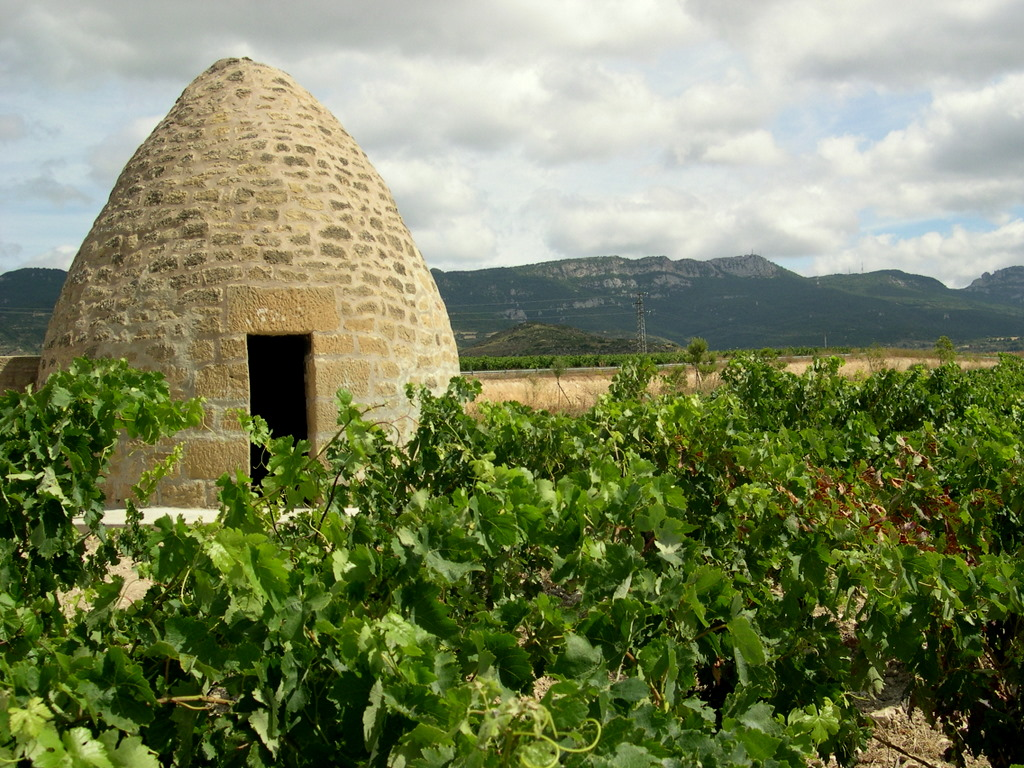
Refuge à Samaniego, Pays-basque, Espagne.
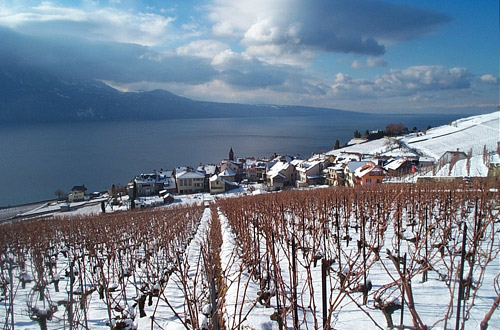
Village de Rivaz et ses vignes, Vaud, Suisse.

La définition de terroir peut être étendue pour inclure des éléments qui sont contrôlés ou influencés par des décisions humaines : l'aménagement des parcelles (en terrasses, clos par des murs…) ou le mode de culture. Le choix du cépage est également important, tout comme celui du porte-greffe, certains s'épanouissent mieux dans certains terroirs plutôt que dans d'autres.
Beaucoup de décisions au cours de la culture de la vigne et de la vinification peuvent masquer ou améliorer l'expression du terroir dans le vin. À la vigne, on peut citer notamment le niveau de rendement à l'hectare, le travail du sol ou la maturité du raisin récolté. À la cave, la qualité du pressurage, la durée de la macération et de l'élevage, l'emploi de techniques et de produits stabilisants et clarifiants, peuvent avoir une influence décisive. Les vignerons et œnologues peuvent choisir de révéler le plus fidèlement possible le terroir, ce qui demande des moyens humains et financiers très importants, ou le gommer complètement pour créer un vin de cépage. L'importance de cette décision dépend également de la culture d'une région. En France, dans le vignoble de Bourgogne en particulier, il y a la conviction que le rôle du vigneron est de révéler l'expression d'un terroir au travers du vin : « le vin est le reflet de la terre et d'un climat. L'homme n'existe pas ». Cette conviction est à la base du système d'AOC, où l'étiquette met le plus souvent en avant la dénomination du terroir par rapport au nom du vigneron. À l'inverse, dans les vignobles en dehors d'Europe (Afrique du Sud, Argentine, Australie, Canada, Chili, États-Unis et Nouvelle-Zélande), les terroirs ayant été rarement délimités et ces pays ne possédant pas cette culture (il n'y a pas de mot anglais pour « terroir »), les vinificateurs produisent quasiment systématiquement des vins où le nom du cépage et du domaine sont mis en avant.
La notion de terroir signifie que les vins d'une région sont uniques, et qu'ils ne peuvent être reproduits en dehors de cet endroit, même si la variété des raisins et des techniques de vinification sont minutieusement répétées. Les viticulteurs de Bourgogne ne croient pas qu'ils sont producteurs de pinot noir cultivé en Bourgogne, mais qu'ils produisent un vin unique de Bourgogne à partir de pinot noir. Les systèmes d'AOC françaises reposent sur la notion de « vins uniques à partir d'une zone unique ». Et cela est également le cas dans les appellations d'origine protégée de l'ensemble de l'Union européenne, afin que, par exemple, les viticulteurs étrangers d'une région autre que la Toscane ne puissent pas produire un vin de sangiovese et appeler cela un Chianti. Si le vin peut être fabriqué à partir de la même variété de sangiovese, dans le même type de sol que la région du Chianti, avec un vigneron utilisant la méthode de production toscane, il aura forcément une autre typicité du fait d'une multitude d'infimes facteurs qui divergeront de la région du Chianti. Les noms de ces régions viticoles européennes sont protégés de telle sorte que les vins de différentes régions et différents terroirs ne soient pas confondus avec des vins d'autres régions. L'Alsace a dû abandonner la dénomination « tokay » (qui était à la fois le nom d'un vin et le surnom d'un cépage : le pinot gris) au profit du tokaji hongrois. De même, les États-Unis ont dû interdire l'utilisation des termes Champagne ou Porto sur leurs bouteilles.

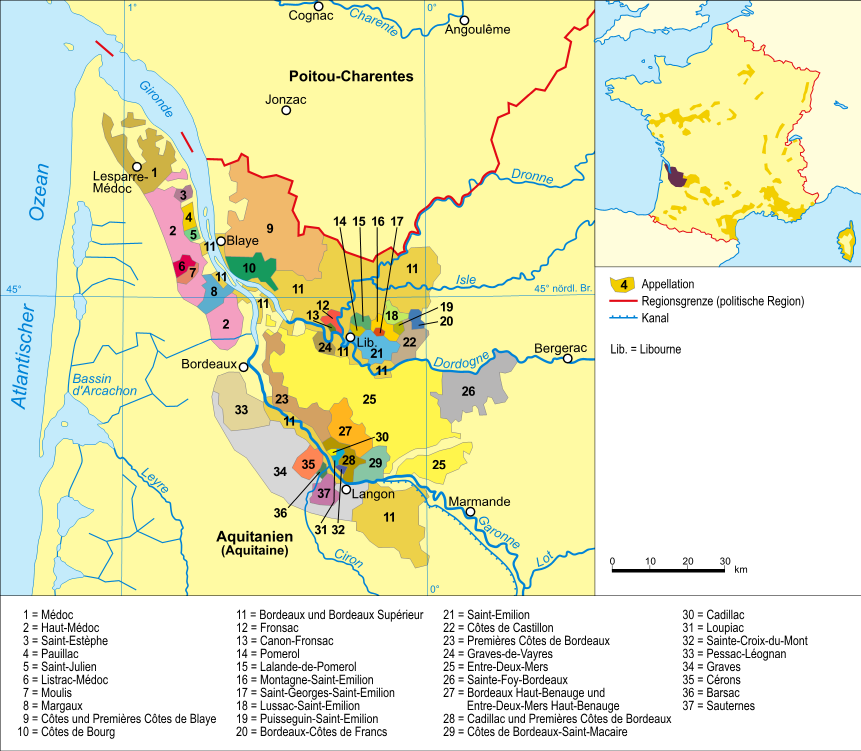
Carte des différentes appellations du vignoble de Bordeaux.
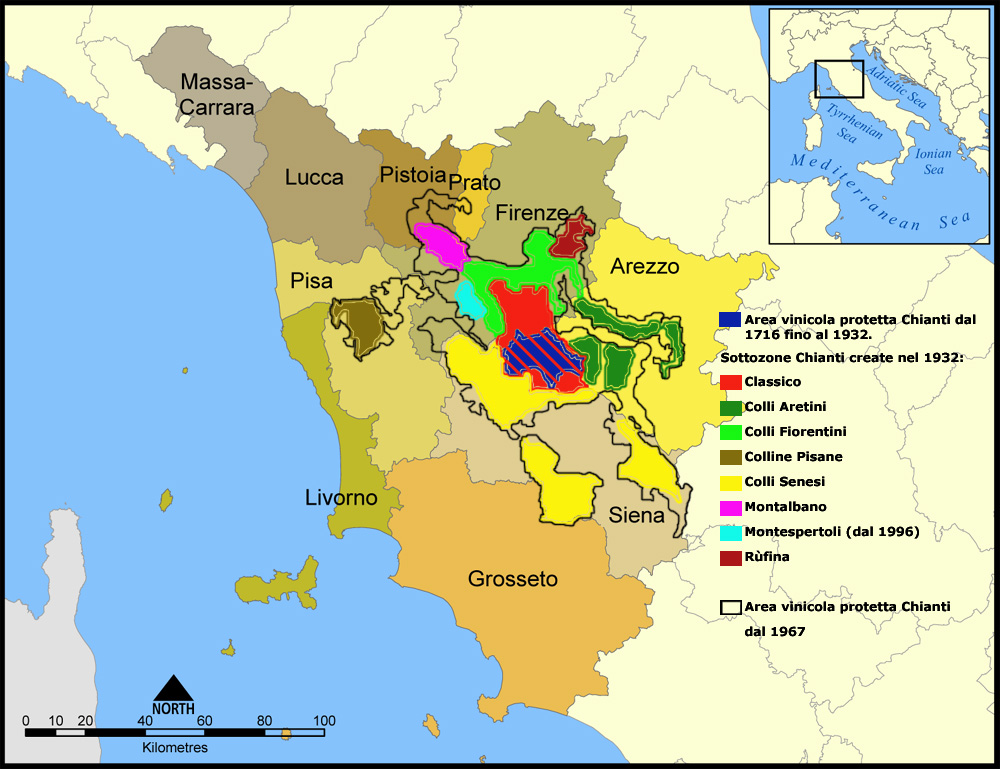
Cartographie des crus de la région de Chianti.
Carte des différentes appellations du vignoble de Provence.
Cartographie des différents vignobles australiens.
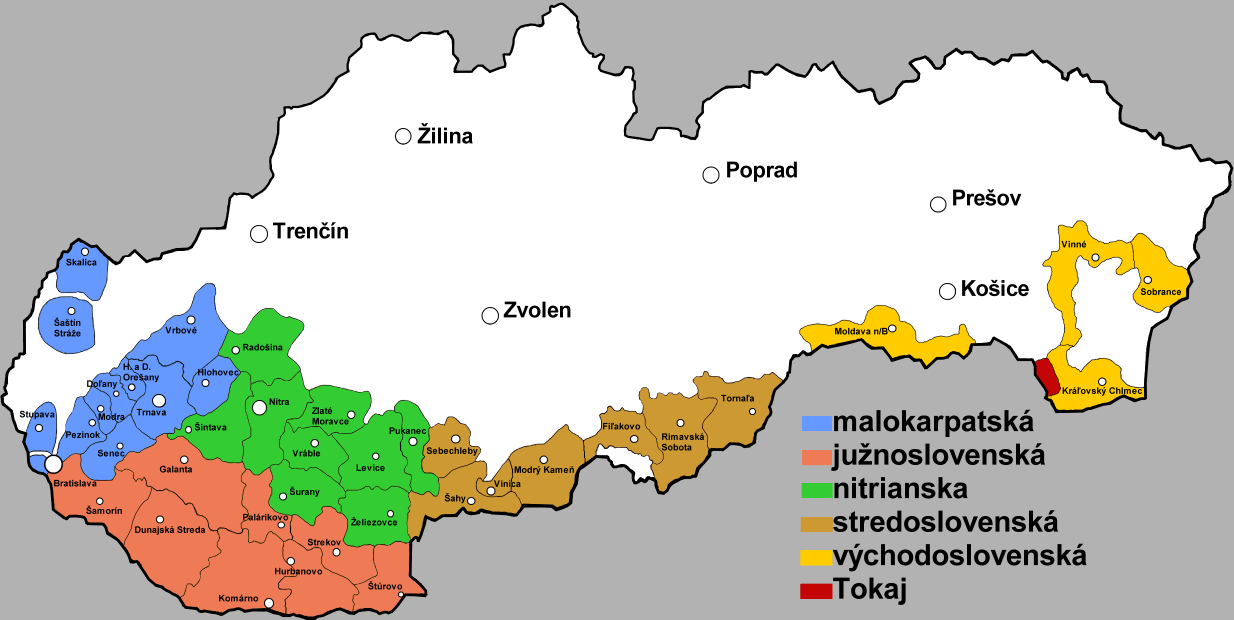
Implantation des différents terroirs viticoles en Slovaquie.

### Définition de l'OIV
L'Organisation internationale de la vigne et du vin (OIV) a adopté une résolution officielle du concept de terroir lors de son congrès annuel en juin 2010 à Tbilissi en Géorgie.
« Le terroir vitivinicole est un concept qui se réfère à un espace sur lequel se développe un savoir collectif des interactions entre un milieu physique et biologique identifiable et les pratiques vitivinicoles appliquées, qui confèrent des caractéristiques distinctives aux produits originaires de cet espace ».

## Échelles
Certains auteurs distinguent différentes échelles de terroir. Par exemple Philippe Prévost en 2011 distingue pour les terroirs viticoles :
- le « terroir de base » (échelle de la parcelle culturale, très liée au contexte écologique local) ;
- l'« unité de terroir viticole » (échelle de l'exploitation viticole, plus liée à la dimension agronomique) ;
- l'« agroterroir » (échelle du bassin de production ; plutôt lié à la dimension économique) ;
- et le « socioterroir » (échelle du territoire de vie, lié aux dimensions socio-culturelles de la viticulture).

## Découverte de nouveaux terroirs
On peut se demander - notamment dans un contexte de changement climatique et de réchauffement, et de changements globaux si de nouveaux grands terroirs peuvent encore être découverts ou apparaître.
En dehors de l'Europe, les vignobles sont extrêmement jeunes et les repérages balbutiants. On commence seulement à saisir la potentialité de certaines régions comme la Californie. En Europe aussi, étonnamment, on pourrait en découvrir ou en révéler de nouveaux. L'Espagne s'est donné l'ambition et les moyens de le faire. En France, toutes les régions viticoles réputées sont situées à proximité de grandes voies de communication. Mais qu'en est-il dans les coteaux plus reculés et qui n'ont peut-être jamais été plantés de vignes ? Certains vignerons se sont lancés dans l'aventure en replantant des vignobles oubliés ou en s'excluant volontairement de leur AOC pour vinifier des vins sous IGP ou vin de table dont les prix peuvent parfois égaler ceux d'excellents bordeaux ou bourgognes. Ainsi, l'INAO a déclaré l'année 2005 comme « Année des terroirs » et a soutenu l'organisation de conférences et de débats, en considérant que, nullement obsolète ou dépassée par les pratiques œnologiques, la notion de terroir alimente plus que jamais les débats autour de l'avenir du vin. L'INAO a publié un livre : Le Goût de l'origine.

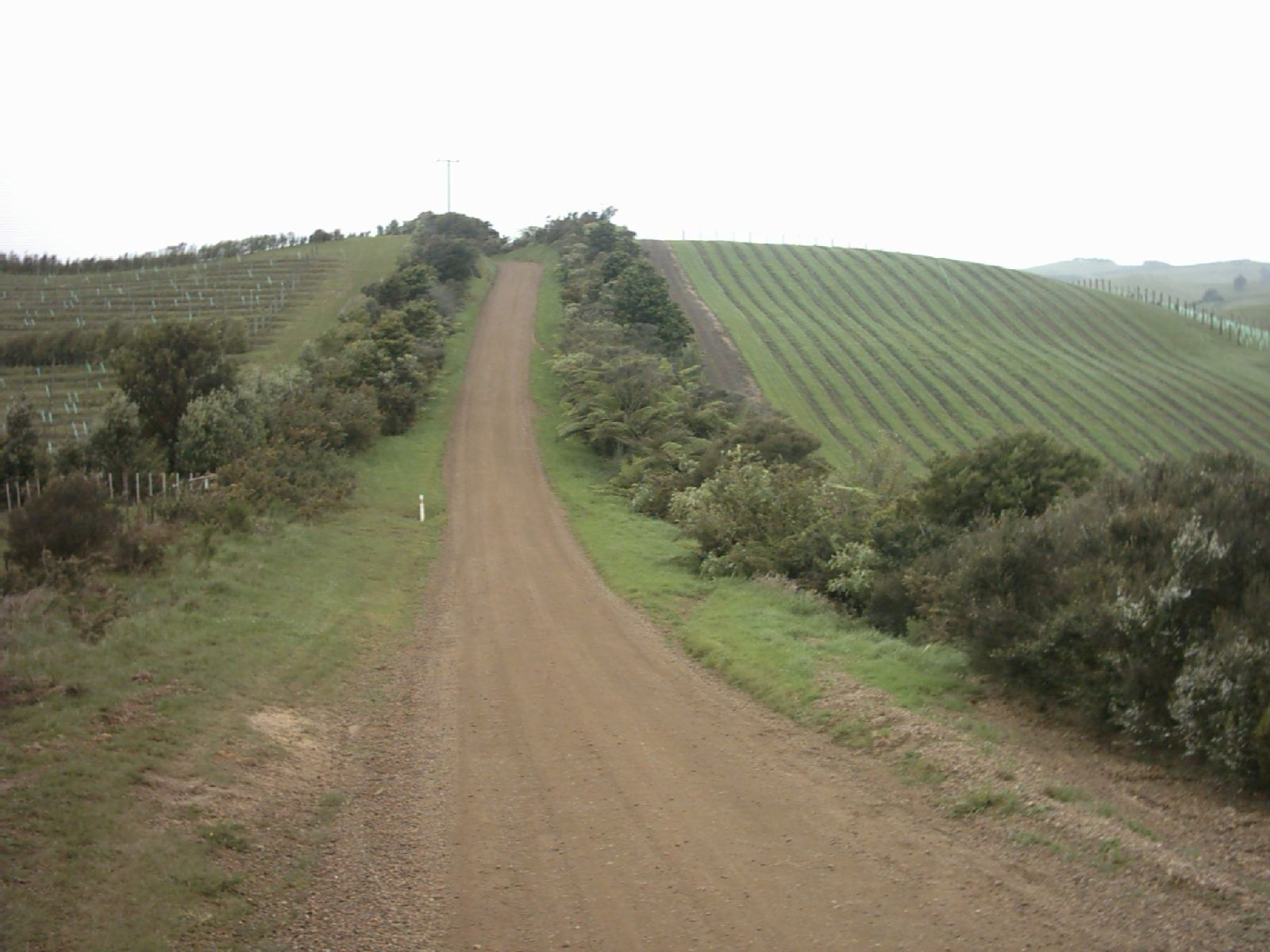
Le vignoble de Stony Batter Waiheke en Nouvelle-Zélande.
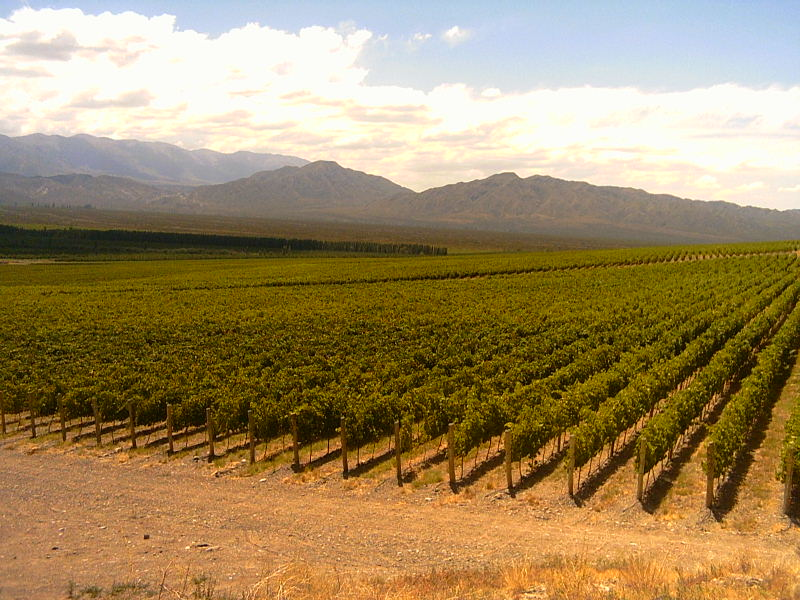
Vignoble dans la région de Pedernal (département de Sarmiento) en Argentine.
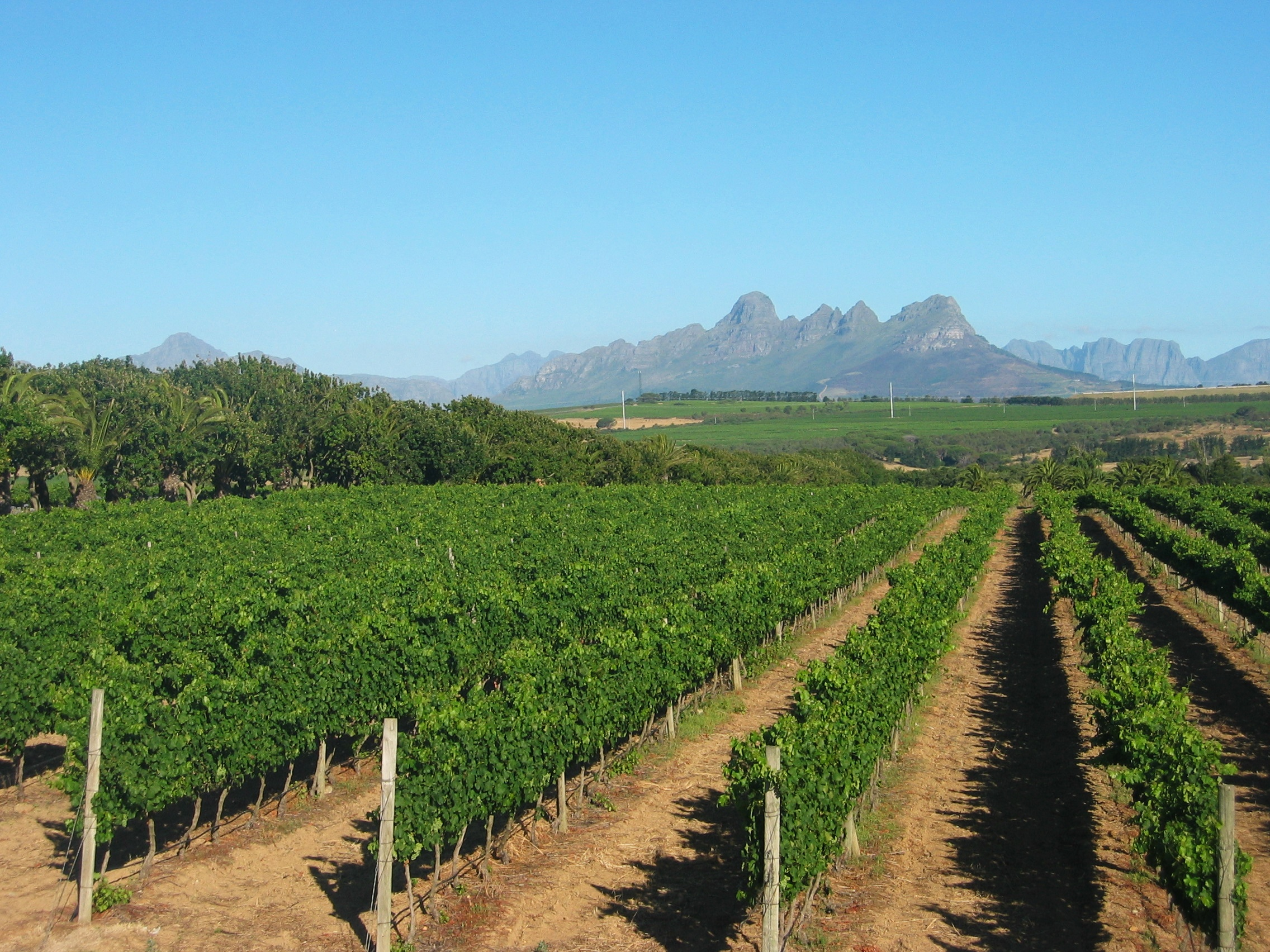
Le vignoble de Stellenbosch en Afrique du Sud.
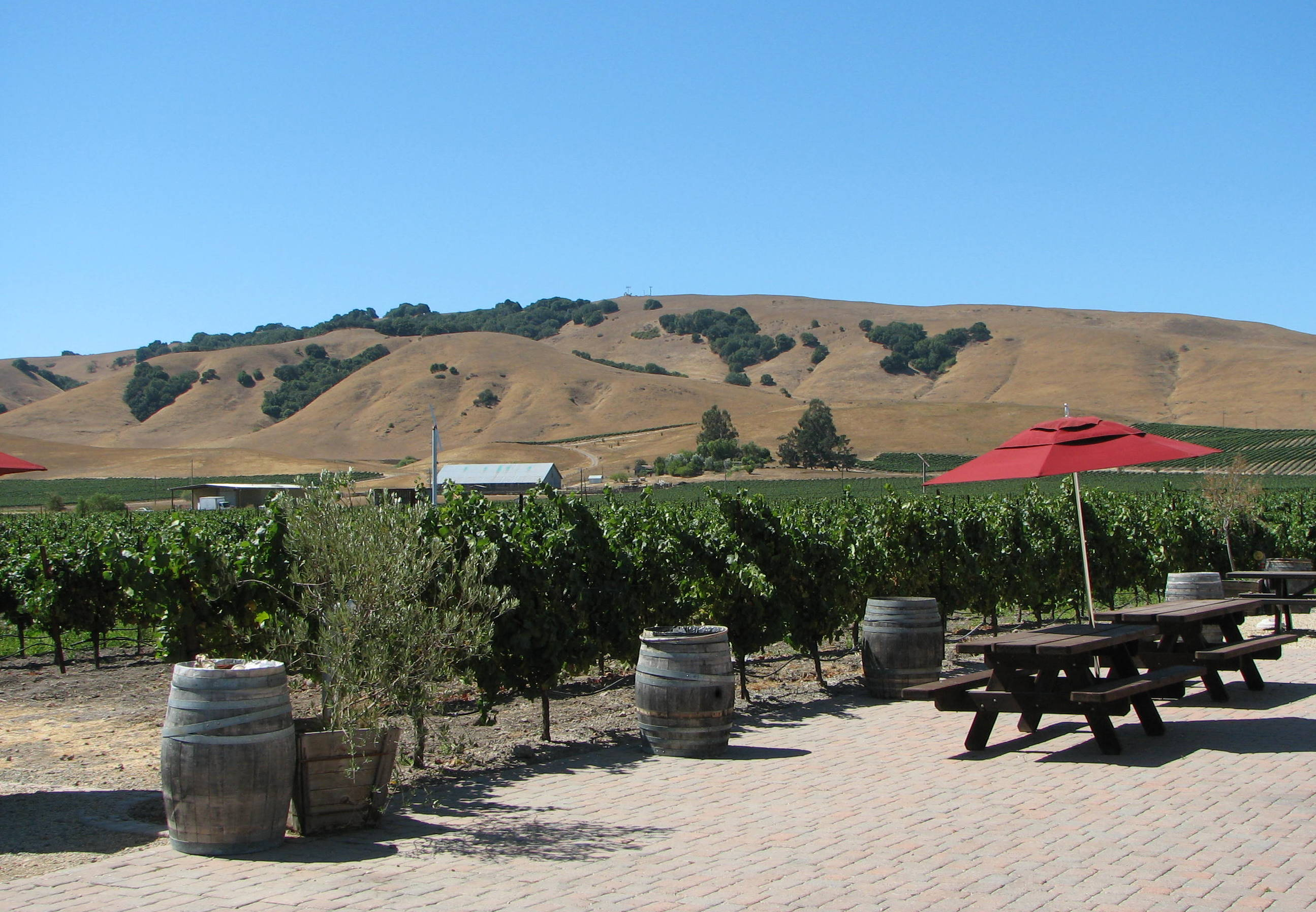
Un des vignobles de la Sonoma Valley (Californie).
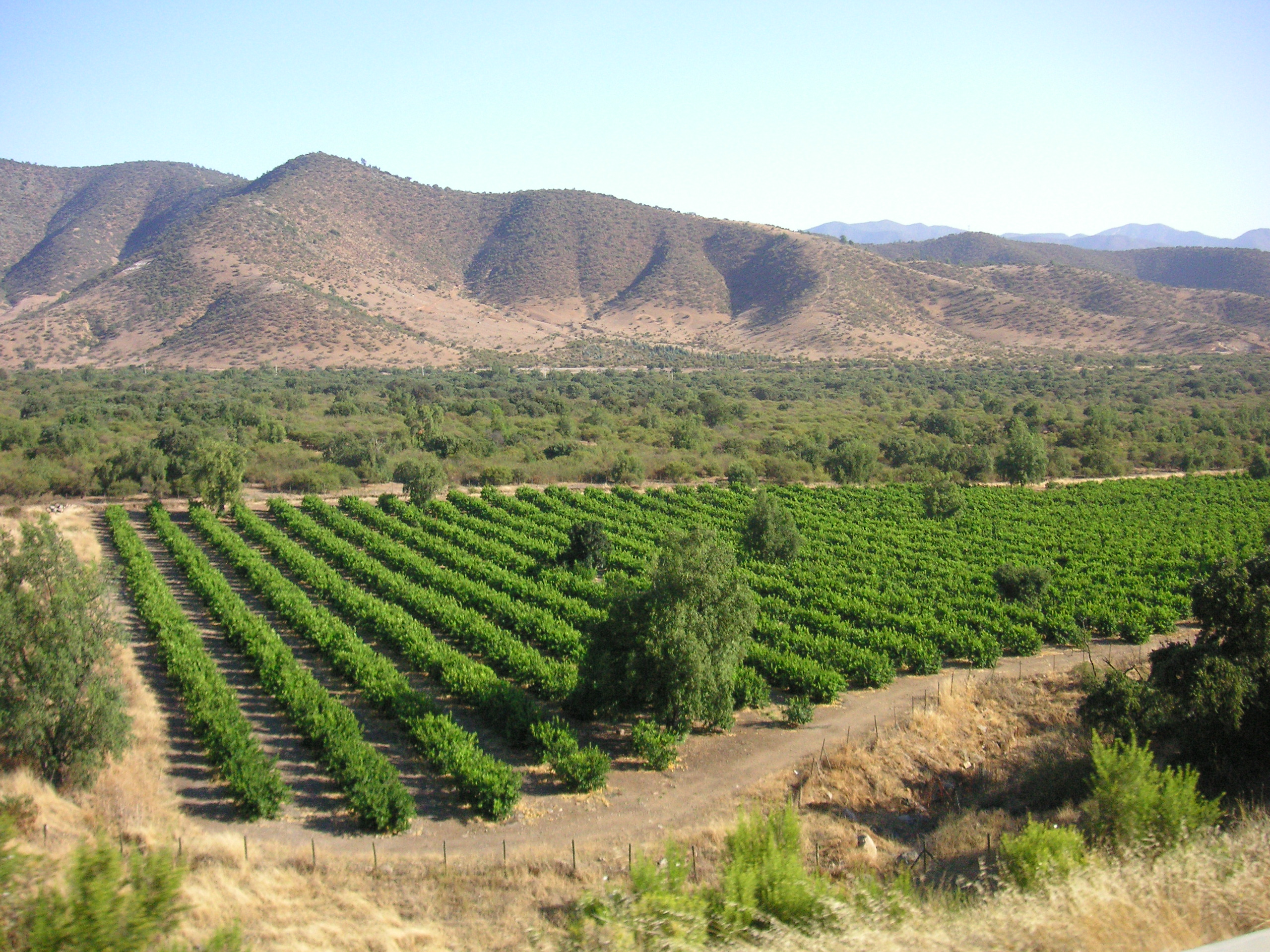
Vignoble chilien implanté sur le piémont des Andes.

## Citations
- « Le vin est le fils du soleil et de la terre, mais il a eu le travail comme accoucheur. » Paul Claudel, Discours prononcé lors de l'inauguration de la Foire Internationale de Bruxelles, le 2 mai 1935, in Proses et poésies diverses, éditions Gallimard, Paris, 1987, p. 185.
- « On ne parvient à l'universel qu'à partir de l'ultralocal » Salvador Dalí.
- « Tel cépage convient à tel sol, tel autre ne convient pas. Plantez dans le Bordelais le pinot noirien et le pinot blanc chardonnay, les deux cépages rois de Bourgogne, et vous obtiendrez des vins rouges et blancs fort quelconques. Venez en Bourgogne avec les grands cépages de Bordeaux, le résultat ne sera pas meilleur. La première leçon à retenir est donc celle qui s'exprime dans la correspondance d'un sol et d'un cépage. » Constant Bourquin, Connaissance du vin, éditions Marabout services, Verviers, 1976, p. 22.
- « C'est le vent, les nombreux vents de la France, différents chaque année qui donnent l'accent de nos vins ». Jacques Puisais Vidéo